# Significs
Significs è un termine linguistico e filosofico introdotto da Victoria Lady Welby negli anni novanta dell'800. Successivamente fu adottato dal gruppo di pensatori olandesi raccolti intorno a Frederik van Eeden, tra i quali c'era anche Luitzen Brouwer, fondatore della Logica intuizionista.

## Visione generale
La Significs fu sviluppata come teoria dei segni da Lady Welby in stretta relazione con l'opera di Charles Peirce, suo corrispondente. Gli studiosi non concordano sulla posizione che la Significs occupa: confrontandola con la semantica, la semiotica e la semiologia, la Significs si avvicina più alla semiologia che alle altre due. La Significs ha preceduto nel tempo la semiologia, ma l'estensione del rapporto tra queste due discipline è ancora oggetto di dibattito.
A livello personale Lady Welby ebbe una certa influenza, soprattutto su Charles Kay Ogden. Lady Welby rappresenta una figura di mediazione e finora non ha ricevuto grande attenzione.

## Temi
Le sezioni seguenti sono tratte direttamente dall'articolo scritto da Lady Welby in Encyclopædia Britannica Eleventh Edition.

### Definizione
Il termine "Significs" può essere definito come scienza del significato o studio del significato. Nel Dictionary of Philosophy and Psychology di Baldwin (1901-1905) si trova la seguente definizione:
1. La Significs implica un'accurata distinzione tra:
(a) senso o significazione
(b) significato o intenzione
(c) significatività o valore ideale
Il primo ha un riferimento principalmente verbale (o piuttosto istintivo), il secondo ha un riferimento volitivo, il terzo un riferimento morale. La Significs si occupa della relazione del segno con ciascuno di questi aspetti.
2. Un metodo di allenamento mentale che mira alla concentrazione delle attività intellettuali su ciò che per implicita assunzione costituisce il valore primo e ultimo di ogni forma di studio, cioè quello che viene chiamato indifferentemente il suo significato o senso. La Significs come scienza intendeva centralizzare e coordinare, interpretare, mettere in relazione tra loro e concentrare gli sforzi per ricavare i significati in ogni forma e, così facendo, classificare le varie applicazioni della proprietà significante in modo chiaro e distinto.
Sin dalla pubblicazione del dizionario, però, la materia è stata oggetto di ulteriore considerazione e sviluppo, il che rende necessario apportare delle modifiche alla definizione data. È chiaro che è necessario sottolineare che l'applicazione dei principi e del metodo in questione non riguarda solo il linguaggio ma anche tutti gli altri tipi di funzione umana. È necessario insistere sulla rettificazione dell'attitudine mentale e sull'aumento del potere interpretativo che deve seguire all'adozione del punto di vista e del metodo della Significs, in tutti gli stadi e in tutte le forme di allenamento mentale, e secondo le esigenze e contingenze della vita.

### Ambito
Occupandosi di forme linguistiche, la Significs comprende la semantica, una disciplina che fu introdotta e presentata formalmente nel 1897 da Michel Breal, il noto filologo francese, nel suo Essai de semantique. Nel 1900 questo libro fu tradotto in inglese da Henry Cust, con una prefazione del professor John Percival Postgate. Breal fornisce la seguente definizione: "Estrarre dalla linguistica ciò che da essa scaturisce come alimento per la riflessione e - non ho paura di aggiungere - come regola per il nostro linguaggio, poiché ognuno di noi collabora all'evoluzione della parola umana, ecco che cosa bisogna evidenziare, ecco ciò che ho fatto in questo volume". Nel Dictionary of Philosophy and Psychology Semantics la semantica è definita come "la dottrina del significato storico delle parole; la discussione sistematica della storia e delle trasformazioni del significato delle parole". Quindi può essere considerata una riforma e un'estensione del metodo etimologico, che si applica alla derivazione contemporanea e a quella tradizionale o storica. Visto che gli interessi umani crescono costantemente in direzioni specializzate, il vocabolario così arricchito viene preso in prestito senza riflettere, prima con una citazione definita, poi con un'adozione inconscia o deliberata. La semantica può così essere descritta come l'applicazione della Significs in stretti ambiti filologici; ma la semantica non include lo studio e la classificazione del "significato" stesso dei termini, né il raggiungimento di una chiara ricognizione della loro importanza per rendere, bene o male, il valore espressivo non solo del suono e della parola scritta, ma anche ogni fatto e circostanza che richieda e richiami attenzione.

### Obiettivi
Una lingua efficiente è caratterizzata da uno sviluppo paragonabile a quello della vita e della mente: la lingua efficiente è, o dovrebbe essere naturalmente, l'espressione delicata, flessibile, creativa della mente, oltre a controllare e ordinare la mente stessa.
L'uso classificato dei termini di espressione-valore suggerisce tre livelli principali o classi di quel valore: senso, significato e significatività.
(a) All'inizio il primo di questi livelli sarebbe associato naturalmente con il "senso" nel suo riferimento primitivo; cioè con la risposta organica all'ambiente e con l'elemento essenzialmente espressivo in tutta l'esperienza. Noi ostracizziamo ciò che non ha senso nel discorso e anche chiediamo "in che senso" una parola viene usata o un'affermazione può essere giustificata.
(b) Ma il "senso" in sé non è uno scopo; invece il "significato" ha un carattere specificamente riservato al senso che esso intende trasmettere.
(c) Comprendendo senso e significato ma trascendendoli con la sua portata, e comprendo anche le conseguenze e le implicazioni ultime, il risultato ultimo di un evento o di un'esperienza, il termine "significatività" ha un'applicazione utile.

### Insegnamento
Il campo di applicazione più promettente della Significs è l'istruzione. Il bambino normale ha delle tendenze innate a esplorare, cercare significati e confrontare. Arricchire e semplificare il linguaggio sarebbe per lui un compito affascinante.